# دارين يابي
دارين يابي (بالإنجليزية: Darren Yapi)‏ هو لاعب كرة قدم أمريكي في مركز الوسط، ولد في 19 نوفمبر 2004 في دنفر في الولايات المتحدة.

## وصلات خارجية
- دارين يابي على موقع الدوري الأمريكي (الإنجليزية)
- دارين يابي على موقع قاعدة بيانات كرة القدم.إي يو (الإنجليزية)
- دارين يابي على موقع Soccerway.com (الإنجليزية)